# Ботівське сільське поселення
Бо́тівське сільське поселення (рос. Ботовское сельское поселение) — сільське поселення у складі Стрітенського району Забайкальського краю Росії.
Адміністративний центр — село Великі Боти.

## Населення
Населення сільського поселення становить 397 осіб (2019; 490 у 2010, 616 у 2002).

## Склад
До складу сільського поселення входять:
| Населений пункт            | Населення, осіб (2002) | Населення, осіб (2010) |
| -------------------------- | ---------------------- | ---------------------- |
| Аргун, село                | 136                    | 105                    |
| Великі Боти, село          | 178                    | 149                    |
| Дом Отдиха Чалбучі, селище | 37                     | 38                     |
| Мангідай, село             | 224                    | 165                    |
| Чалбучі, село              | 41                     | 33                     |